# Allium plurifoliatum
Allium plurifoliatum là một loài thực vật có hoa trong họ Amaryllidaceae. Loài này được Rendle mô tả khoa học đầu tiên năm 1906.